# کارت پرداخت
کارت پرداخت (به انگلیسی: payment card) نوعی کارت است که توسط دارندهٔ آن استفاده می‌شود و توسط فروشنده تأیید شده‌است و در پرداخت پول برای خرید استفاده می‌شود. کارت‌های پرداخت انواع بسیاری دارد که می‌توان از مثال‌های آن از کارت اعتباری استفاده کرد.

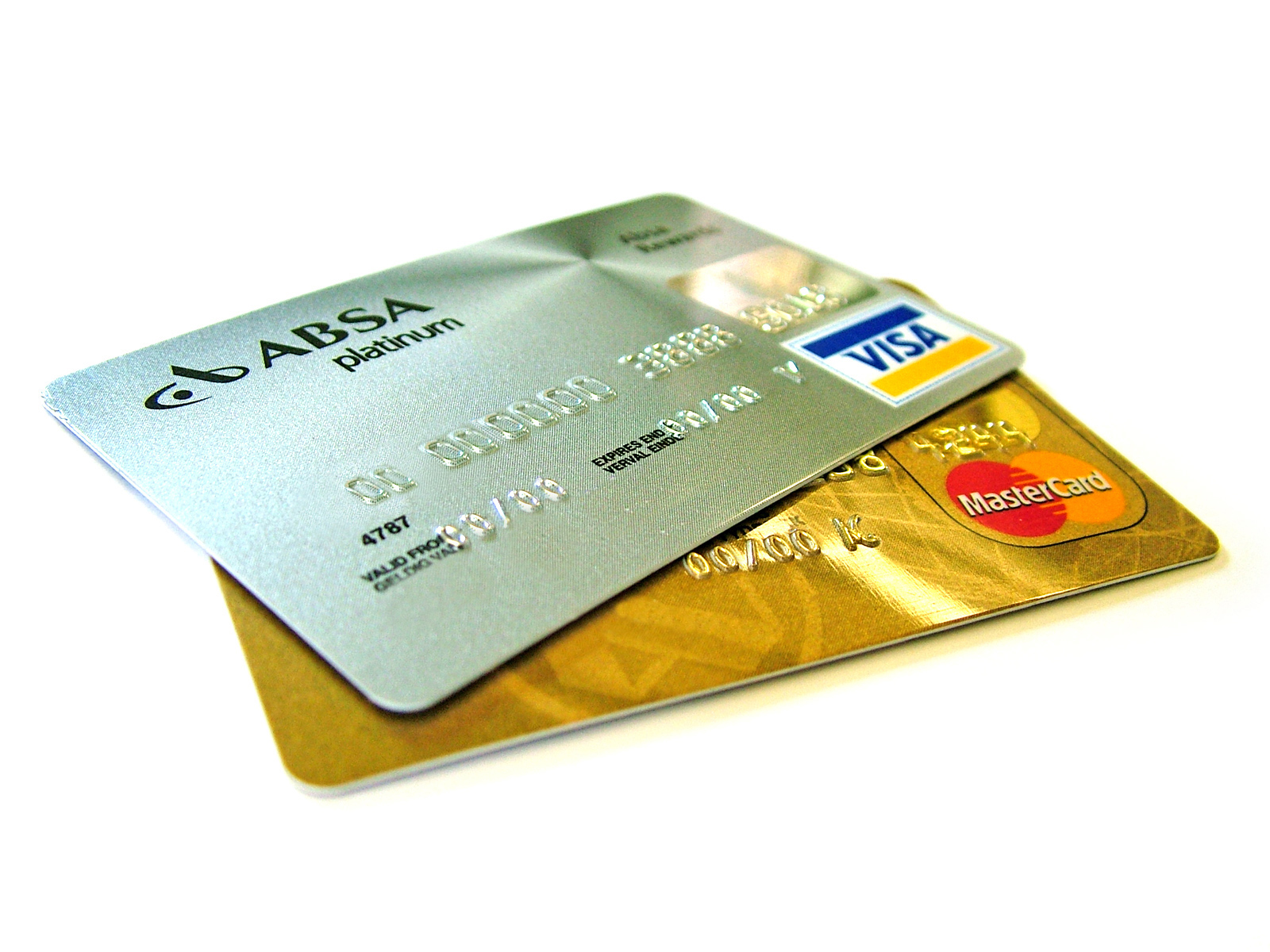
دو نوع کارت اعتباری ویزا و مستر کارت

## انواع
چند نوع از کارت‌های پرداخت:

### کارت اعتباری
کارت اعتباری نوعی از کارت پرداخت است که برای اشخاص حقیقی یا حقوقی صادر می‌شود. این کارت به دارنده آن این امکان را می‌دهد که بر پایه نوع قرارداد، از خدمات و کالاهایی برخوردار شده و سامانه بهای آن را بپردازد. به عبارت دیگر یک حد اعتبار به کاربر اختصاص داده می‌شود که می‌تواند از آن پولی را برای پرداخت قرض بگیرد.
به عبارت دیگر شما به اندازه‌ای که مؤسسه صادرکننده کارت اجازه داده با استفاده از این کارت مبالغی را خرج کرده و در موعد مقرر شده جمع مبالغ خرج شده را به مؤسسه صادرکننده کارت برمی‌گردانید.

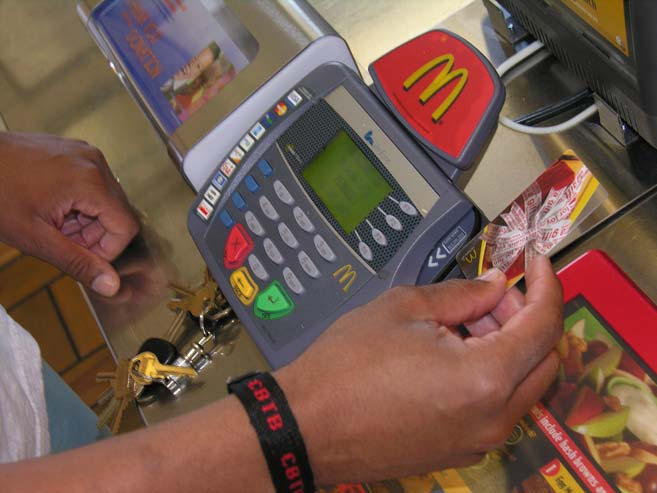
خرید توسط کارت اعتباری

### کارت عابر بانک
کارت عابربانک یا ای تی ام که به عنوان کارت بانک و کارت نقدی نیز شناخته می‌شود، کارتی است که برای انجام عملیاتی همچون دریافت وجه، سپردن وجه، انتقال وجه، دریافت اطلاعات حساب، اعلام موجودی و … در دستگاه‌های خودپرداز علاقه استفاده می‌گیرد و توسط بانک یا مؤسسات مالی و اعتباری صادر می‌شود.
به عبارت دیگر شما ابتدا بایستی به حساب متصل به این کارت از قبل پول واریز نموده و سپس اقدام به خرج آن از طریق این کارت نمائید. مثل تمامی کارتهایی که در حال حاضر توسط بانکها به مشتریانشان داده می‌شود.

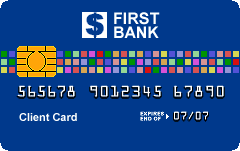
کارت عابر بانک

### کارت شارژ
کارت شارژ معمولاً یک کارت کاغذی است که به عنوان روشی برای پرداخت بهای مصرفی استفاده می‌شود. کارت شارژها معمولاً دارای مبلغ و کاربرد مشخص هستند.

### کارت سوخت
کارت سوخت به عنوان یک کارت پرداخت اغلب برای بنزین، گازوئیل و سایر سوخت در ایستگاه‌های گاز استفاده می‌شود.

## انواع دیگر
- کارت هدیه
- کیف پول الکترونیکی
- کارت ذخیره ارزش